# Einheitlicher Ansprechpartner
Der Einheitliche Ansprechpartner (EA, EAP) gemäß der EU-Dienstleistungsrichtlinie ist in Deutschland ein Unternehmensservice, der Dienstleistern als Verfahrensmittler und für Informationsanfragen zur Verfügung steht. Der Einheitliche Ansprechpartner vereinfacht und beschleunigt Behördengänge für Dienstleister erheblich, indem seine Inanspruchnahme alle dienstleistungsrichtlinienrelevanten Behördengänge ersetzt. Der Einheitliche Ansprechpartner steht seit dem 28. Dezember 2009, dem Ende der Umsetzungsfrist der Dienstleistungsrichtlinie, zur Verfügung.

## Funktionsweise
Dienstleister können alle zur Aufnahme und Ausübung ihrer Dienstleistungstätigkeit erforderlichen Verfahren und Formalitäten über den Einheitlichen Ansprechpartner abwickeln. Der Einheitliche Ansprechpartner dient hierbei als Verfahrenslotse und -mittler. Die Dienstleistungsrichtlinie erklärt ausdrücklich, dass die Einrichtung Einheitlicher Ansprechpartner nicht die Zuständigkeitsverteilung zwischen Behörden in nationalen Systemen berührt. Der Einheitliche Ansprechpartner agiert demnach als Front Office oder One-Stop-Shop, nimmt Anträge von Dienstleistern entgegen und leitet diese an die zuständigen Behörden weiter. Dienstleister müssen somit nicht mit den zuständigen Behörden, sondern lediglich mit einer Stelle kommunizieren. Zudem sieht die Richtlinie vor, dass Anträge elektronisch über den Einheitlichen Ansprechpartner abgewickelt werden können. Dienstleister müssen somit keinen Gang zum Amt mehr unternehmen, sondern können – zeit- und kostensparend – alle Verfahren und Formalitäten mit dem PC erledigen.

## Ausgestaltung in Deutschland
Gemäß der föderalen Zuständigkeitsverteilung ist die Einrichtung Einheitlicher Ansprechpartner Aufgabe der Länder, die unterschiedliche Verortungsmodelle gewählt haben. Obwohl der Einheitliche Ansprechpartner nur für grenzüberschreitende Sachverhalte, d. h. für EU-Ausländer zur Verfügung stehen muss, bestand in Deutschland früh Einigkeit, die Inanspruchnahme des Einheitlichen Ansprechpartners auch für deutsche Dienstleister zu ermöglichen.
Je nach regionalen und lokalen Zuständigkeiten kann die Anzahl Einheitlicher Ansprechpartner verschieden sein (vgl. Erwägungsgrund 48 der Dienstleistungsrichtlinie). So haben auch die 16 Bundesländer Strukturen gewählt, die den regionalen Gegebenheiten Rechnung tragen. Es wird dennoch für jeden Dienstleister ein subjektiv Einheitlicher Ansprechpartner zur Verfügung stehen, an den er sich zur Abwicklung aller dienstleistungsrelevanten Verfahren und Formalitäten wenden kann. Im Gegensatz zu anderen EG-Mitgliedstaaten herrschte in Deutschland früh die Überzeugung vor, dass Dienstleister zusätzlich den Einheitlichen Ansprechpartner persönlich aufsuchen können sollen.

### Umsetzung in Brandenburg
Im Land Brandenburg ist der Einheitliche Ansprechpartner für das Land Brandenburg (EAPBbg) landeszentral im Ministerium für Wirtschaft, Arbeit und Energie des Landes Brandenburg angesiedelt.

#### Informationsbereitstellung
Dienstleistern und Dienstleistungsempfängern stehen über das Internetportal des EAPBbg umfangreiche Informationen rund um die Aufnahme und Ausübung von Dienstleistungstätigkeiten zur Verfügung. Potentielle oder bereits existierende Dienstleistungsunternehmer können sich hier eine persönliche Checkliste für ihr konkretes Vorhaben automatisiert erstellen lassen. Die dabei im Land Brandenburg zuständigen Behörden können einschließlich elektronischer, telefonischer und örtlicher Kontaktinformationen über einen Zuständigkeitsfinder gefunden werden. Des Weiteren stehen auf dem E-Government-Portal Informationen zu dienstleistungsrelevanten Genehmigungsprozessen (Verfahrensbeschreibungen) und Informationen zum Verbraucherschutz zur Verfügung. Bürger können Informationsanfragen aber auch postalisch, telefonisch oder persönlich an den EAPBbg herantragen.

#### Elektronische Verfahrensabwicklung
Über das Internetportal des EAPBbg können die für eine Unternehmensgründung notwendigen Verwaltungsverfahren für verschiedene Dienstleistungstätigkeiten abschließend elektronisch abgewickelt werden. Dabei werden Anträge und Anzeigen online mit Hilfe eines Frage-Assistenten ausgefüllt. Die dabei erzeugten Dokumente sowie weitere zu erbringende Nachweise können innerhalb des Portals elektronisch signiert und an den EAPBbg übermittelt werden. Nach der Bearbeitung durch den EAPBbg und die jeweils zuständigen Behörden erhalten Antragsteller die Ausgangsdokumente des Verwaltungsverfahrens (z. B. Bestätigung der Gewerbeanzeige) ebenfalls elektronisch über das Internetportal des EAPBbg.

### Umsetzung in Hessen
Der Einheitliche Ansprechpartner Hessen (EAH) wurde bei den Regierungspräsidien in Hessen eingerichtet (Regierungspräsidium Kassel, Gießen und Darmstadt). Die Regierungspräsidien sind Mittelbehörden zwischen der Landesregierung und der Kommunalverwaltung.

#### Gesetzliche Grundlagen
Für die Tätigkeit des Einheitlichen Ansprechpartners Hessen ist das Gesetz über den Einheitlichen Ansprechpartner Hessen (EAH-Gesetz – EAHG) maßgeblich. Das Gesetz trat am 28. Dezember 2009 in Kraft und ist bis zum 31. Dezember 2014 gültig. Es wurde im GVBl I 2009, Seite 716 veröffentlicht.
Zudem gibt es eine „Verordnung über die technischen Anforderungen für das Verfahren der Datenübermittlungen zwischen dem Einheitlichen Ansprechpartner Hessen und den zuständigen Behörden (EAH-Datenübermittlungsverordnung – EAHDatenÜVO)“. Diese trat am 31. Dezember 2009 in Kraft und ist bis zum 31. Dezember 2014 gültig.

#### Gebühr
Für die Inanspruchnahme des Einheitlichen Ansprechpartners Hessen wird gemäß § 4 EAHG in Verbindung mit der Verwaltungskostenordnung für den Geschäftsbereich des Ministeriums für Wirtschaft, Verkehr und Landesentwicklung (VwKostO-MWVL) in der Regel keine Gebühr erhoben.
In Ausnahmefällen, bei sehr umfangreichen Verfahren mit großem Verwaltungsaufwand, richtet sich die Gebühr nach dem Zeitaufwand des EAH. Dies ist der Fall, wenn bspw. mehrmalige Rückfragen erfolgen mussten, in jedem Fall wird aber höchstens die Hälfte der für die Sachentscheidung vorgesehenen Gebühr erhoben.
Für Informationsanfragen wird keine Gebühr erhoben.

#### Technische Umsetzung der Anforderungen aus der EG DLR
Der Einheitliche Ansprechpartner Hessen legte bei der Umsetzung der Dienstleistungsrichtlinie den Schwerpunkt auf die elektronische Abwicklung der Verfahren. Hierzu wurde die Dienstleistungsplattform bzw. die Online-Antragstellung entwickelt.
Über diese können alle Verwaltungsverfahren, die mit der Aufnahme, Änderung oder Aufgabe eines Gewerbes zusammenhängen elektronisch abgewickelt werden. Die Online-Antragstellung ist in Deutsch und Englisch verfügbar.

#### Informationsaufgabe
Neben der technischen Umsetzung steht der Einheitliche Ansprechpartner Hessen auch für Informationsanfragen zur Verfügung. Einen Teil seiner Informationsaufgabe erfüllt der Einheitliche Ansprechpartner Hessen durch den Hessen-Finder. Dieser liefert Auskünfte zu behördlichen Leistungen und Zuständigkeiten.
Zudem gibt es das EAH-Portal auf dem viele Informationen zu Existenzgründung und damit zusammenhängenden Verwaltungsverfahren zur Verfügung gestellt werden.
Es ist jedoch auch möglich den Einheitlichen Ansprechpartner persönlich aufzusuchen.

#### Sonstiges
Im Netzwerk der Einheitlichen Ansprechpartner in der EU wird die Bundesrepublik Deutschland durch den Einheitlichen Ansprechpartner Hessen vertreten.

### Umsetzung in Hamburg
Die Aufgaben des Einheitlichen Ansprechpartners in Hamburg werden, gemäß § 2 des Hamburgischen Gesetzes über die Durchführung der Aufgaben des Einheitlichen Ansprechpartners (HmbEAG), von einer Hamburger Kammergemeinschaft aus sechs Wirtschafts- und Berufskammern wahrgenommen. Operative Geschäftsstellen werden von der Handelskammer Hamburg und der Handwerkskammer Hamburg unterhalten.
Kernaufgaben des Einheitlichen Ansprechpartners Hamburg sind die Erteilung von Auskünften und die Abwicklung von Verfahren gemäß den Anforderungen der EG-Dienstleistungsrichtlinie.

#### Erteilung von Informationen
Der Einheitliche Ansprechpartner Hamburg berät Unternehmen und Gründer aus Deutschland, Europa und der ganzen Welt insbesondere über folgende Themen:
- Gewerberechtliche Genehmigungserfordernisse und Verfahrensfragen,
- Zugang zu öffentlichen Registern,
- Zuständigkeiten in der Hamburger Verwaltung,
- Weiterführende Beratungsangebote.

#### Abwicklung von Verfahren
Als One-Stop-Shop im Zusammenhang mit der Unternehmensgründung und Unternehmensführung übernimmt der Einheitliche Ansprechpartner folgende Aufgaben:
- Entgegennahme und Vollständigkeitsprüfung von gewerberechtlichen Anträgen, Anzeigen, Willenserklärungen und Unterlagen,
- Ermittlung der zuständigen Behörden und Weiterleitung von Unterlagen an diese,
- Vermittlung zwischen Unternehmen und Behörde bei Rückfragen,
- Beobachtung des Verfahrensablaufs, Auskünfte zum Verfahrensstand,
- Beratung zu Hilfsangeboten bei Schwierigkeiten im Verfahrensablauf.

Anforderungen der häufigsten Verfahren können mit Hilfe des Verfahrensfinders online ermittelt werden.

### Umsetzung in Nordrhein-Westfalen
Der Einheitliche Ansprechpartner Nordrhein-Westfalen (EA NRW) ist seit Januar 2016 bei der Bezirksregierung Detmold verortet.

### Umsetzung in Sachsen-Anhalt
Einheitlicher Ansprechpartner für das Land Sachsen-Anhalt ist gemäß § 2 des Gesetzes über den Einheitlichen Ansprechpartner (EAG LSA) vom 16. Dezember 2009 das Landesverwaltungsamt.
Unternehmen und Unternehmensgründern aus Deutschland und allen EU-/EWR-Staaten, die sich in Sachsen-Anhalt ansiedeln wollen, bietet der Einheitliche Ansprechpartner ein umfangreiches und kostenloses Serviceangebot aus Information, Beratung und Unterstützung bei der Abwicklung behördlicher Genehmigungsverfahren für zahlreiche Dienstleistungstätigkeiten.

#### Information und Beratung
Der EA informiert über vorhabenspezifische Anforderungen, Verfahren und Formalitäten, Kontaktdaten der zuständigen Behörden und voraussichtliche Verfahrensdauer. Er hält grundlegende Informationen zu möglichen Rechtsbehelfen bereit und informiert über unterstützende Verbände und Organisationen sowie den Zugang zu öffentlichen Registern.

#### Koordination von Genehmigungsverfahren
Eine Vielzahl von Genehmigungsverfahren können über den EA abgewickelt werden. Dabei werden Verfahren koordiniert und Fristen überwacht. Der Einheitliche Ansprechpartner ist Kontaktstelle zwischen Unternehmern und zuständigen Behörden.

#### Elektronisches Verfahren
Elektronisch ist der Einheitliche Ansprechpartner über ein eigenes Internetportal zu erreichen. Auf der Webseite Einheitlicher Ansprechpartner können dienstleistungsrelevante Informationen eingeholt und Verfahren abgewickelt werden. Dort bereitgestellte Formulare können online ausgefüllt, elektronisch signiert und an den EA übergeben werden. Der aktuelle Verfahrensstand kann vom Dienstleister selbst online verfolgt werden.

## Verwaltungsverfahrensrechtliche Bedeutung
Der Einheitliche Ansprechpartner hat eine Ergänzung des Verwaltungsverfahrensgesetzes erforderlich gemacht. Das am 18. Dezember 2008 in Kraft getretene Vierte Gesetz zur Änderung verwaltungsverfahrensrechtlicher Vorschriften (4. VwVfÄndG) hat mit dem neu eingeführten „Verfahren über eine einheitliche Stelle“ (§§ 71a bis 71e VwVfG) den Grundstein für die Arbeit der Einheitlichen Ansprechpartner gelegt. Die Länder haben ihre Verwaltungsverfahrensgesetze entsprechend angepasst.

## Elektronische Verfahrensabwicklung
Die Dienstleistungsrichtlinie sieht vor, dass Dienstleister alle für die Aufnahme und Ausübung ihrer Dienstleistungstätigkeit erforderlichen Verfahren und Formalitäten problemlos aus der Ferne und elektronisch abwickeln können. Dies macht es erforderlich, dass sowohl Einheitliche Ansprechpartner als auch zuständige Behörden eine IT-Infrastruktur zur Verfügung stellen. Die technische Umsetzung der Richtlinie variiert zwischen den Bundesländern.